# Diérisso (Sidéradougou)
Pour les articles homonymes, voir Diérisso.
Diérisso est une commune rurale située dans le département de Sidéradougou de la province de la Comoé dans la région des Cascades au Burkina Faso.

## Santé et éducation
Le village ne possède pas d'école primaire.